# Янтонюв
Янтонюв (пол. Jantoniów) — село в Польщі, у гміні Клімонтув Сандомирського повіту Свентокшиського воєводства.
У 1975-1998 роках село належало до Тарнобжезького воєводства.